# Kleinhaslach (Isny)
Kleinhaslach ist ein ehemaliger Wohnplatz in der Stadtteilgemarkung Großholzleute von Isny im Allgäu im baden-württembergischen Landkreis Ravensburg.

## Geographie
Der Ort liegt unmittelbar im Osten der Stadt Isny im Allgäu. Im Westen von Kleinhaslach befindet sich das Naturschutzgebiet Schächele. Östlich der Ortschaft fließt die Untere Argen.

## Geschichte
Zu Zeiten des Römischen Kaiserreichs befand sich das Kastell Vemania östlich des heutigen Orts Kleinhaslach. Kleinhaslach entstand im Jahr 1956 als Neubausiedlung für Heimatvertriebene. Zuvor hatte sich der Großholzleuter Bürgermeister Josef Freff für den Aufbau des Ortsteils eingesetzt. Schließlich erhielt die Gemeinde von der Fürstin Quadt ein Waldgrundstück, das für den Ortsbau gerodet wurde. Der Ort wird mittlerweile zum Stadtgebiet Isny gezählt.

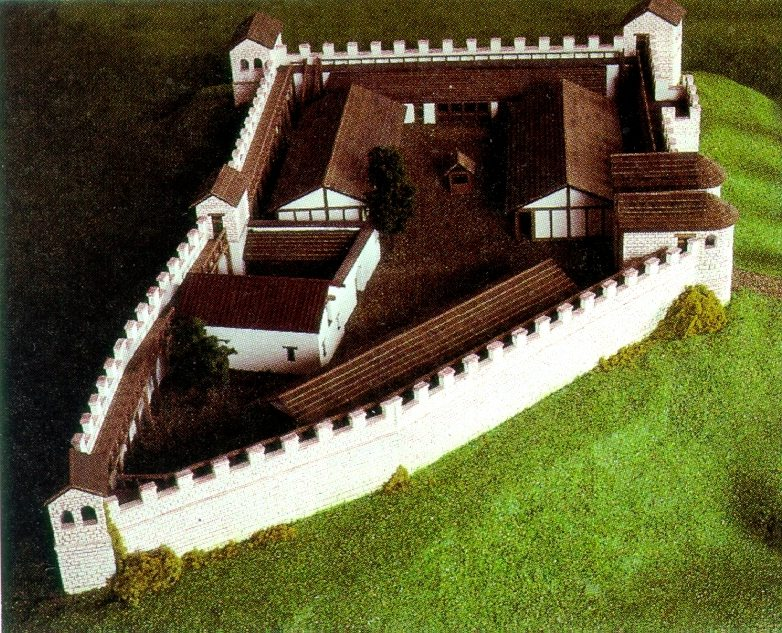
Rekonstruktionsmodell des Kastells im Stadtmuseum Isny